# نادیا پترووا
نادیا ویکتورونا پترووا (به روسی: Надежда Викторовна Петрова) متولد ۸ ژوئن ۱۹۸۲ در مسکو در کشور روسیه، یک تنیسور زن حرفه‌ای است. بالاترین رتبه او در میان تنیسورهای زن جهان رتبه ۳ بوده است.

## زندگی خانوادگی
نادیا در خانواده‌ای ورزشکار در مسکو متولد شد. مادر او نادژدا لینا توانسته بود مدال برنز دوی ۴۰۰ متر زنان در المپیک سال ۱۹۷۶ به دست بیاورد. پس از چند سال والدین او به عنوان مربیان ورزشی در مصر ساکن شدند.

## دوران کاری
در رده جوانان پترووا توانست مسابقات تنیس آزاد فرانسه ۱۹۹۸ را پیروز شود.

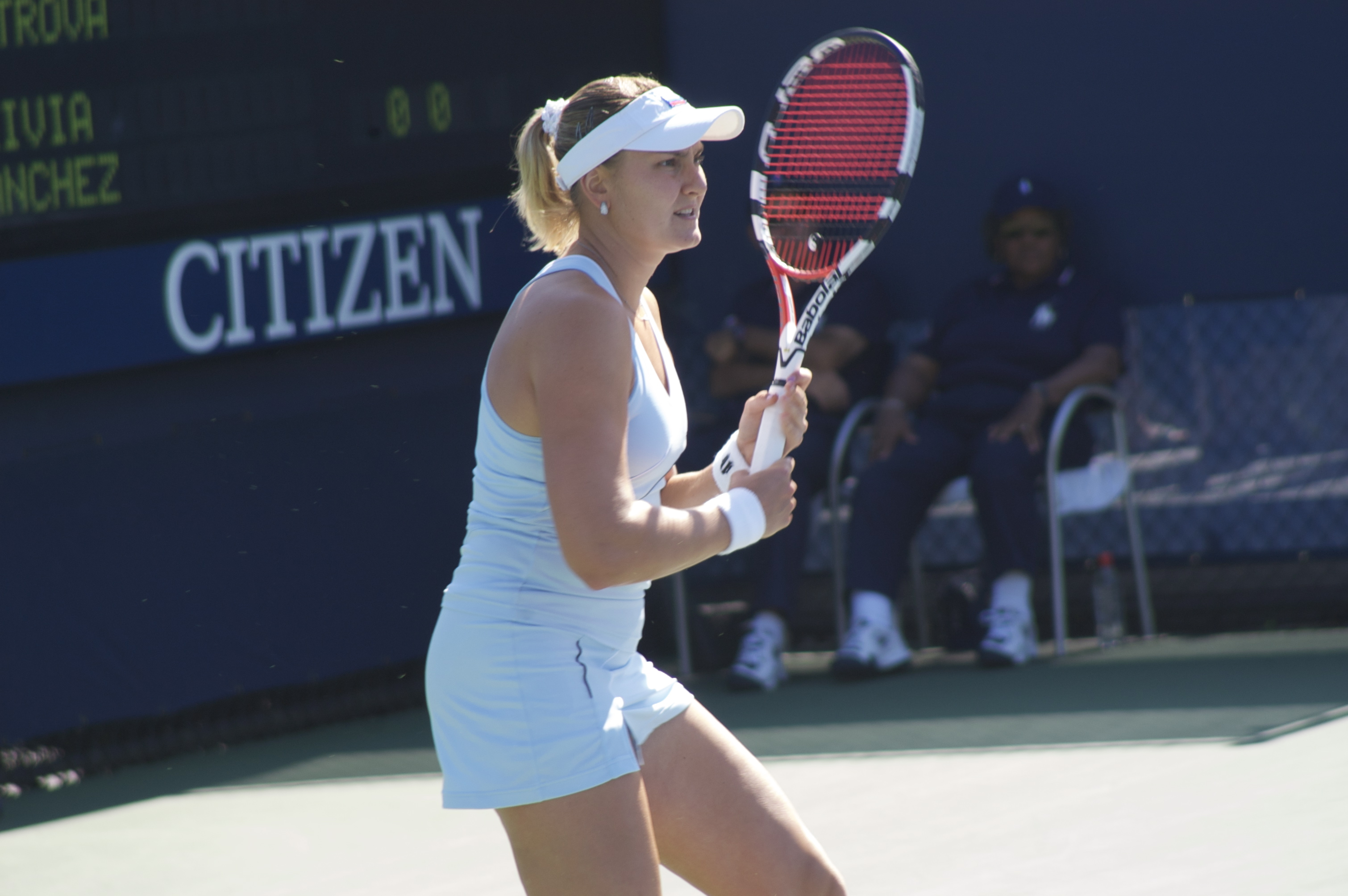